# J.R. Fitzpatrick
John Ryan « J.R. » Fitzpatrick est un pilote automobile de stock-car né à Cambridge, Ontario (Canada) le 9 mai 1988.
Principalement actif dans les séries CASCAR et  NASCAR Canadian Tire, il participe aussi à des épreuves d’autres séries de la NASCAR, notamment la Nationwide Series, surtout en circuit routier. Dernier champion et plus jeune champion de la CASCAR Super Series en 2006 à l’âge de 18 ans.
Cinquième au circuit Gilles-Villeneuve en Nationwide en 2011, quatrième en NASCAR Camping World Truck Series à Daytona en 2009. Il compte aussi une victoire à son seul départ dans la série Maritime Pro Stock Tour au Riverside International Speedway d'Antigonish en Nouvelle-Écosse en 2014. En 2015, il se consacre surtout à la série ontarienne OSCAAR.

## Carrière

### CASCARSuper Series
| Année | Départs | Poles | Victoires | Top 5 | Top 10 |
| ----- | ------- | ----- | --------- | ----- | ------ |
| 2004  | 12      | 0     | 0         | 0     | 4      |
| 2005  | 12      | 0     | 0         | 3     | 5      |
| 2006  | 11      | 2     | 1         | 6     | 10     |
| TOTAL | 35      | 2     | 1         | 9     | 19     |

### NASCAR Canadian Tire
| Année | Départs | Poles | Victoires | Top 5 | Top 10 |
| ----- | ------- | ----- | --------- | ----- | ------ |
| 2007  | 12      | 3     | 2         | 4     | 7      |
| 2008  | 13      | 2     | 1         | 5     | 6      |
| 2009  | 4       | 0     | 1         | 3     | 3      |
| 2010  | 13      | 1     | 2         | 7     | 10     |
| 2011  | 12      | 1     | 0         | 3     | 10     |
| 2012  | 12      | 4     | 2         | 9     | 10     |
| 2013  | 12      | 3     | 0         | 6     | 7      |
| 2014  | 11      | 2     | 3         | 6     | 11     |
| TOTAL | 89      | 16    | 11        | 43    | 64     |

### NASCAR Nationwide
| Année | Départs | Poles | Victoires | Top 5 | Top 10 |
| ----- | ------- | ----- | --------- | ----- | ------ |
| 2007  | 2       | 0     | 0         | 0     | 0      |
| 2009  | 2       | 0     | 0         | 0     | 0      |
| 2010  | 3       | 0     | 0         | 0     | 2      |
| 2011  | 7       | 0     | 0         | 1     | 4      |
| TOTAL | 14      | 0     | 0         | 1     | 4      |

### NASCAR Camping World Truck Series
| Année | Départs | Poles | Victoires | Top 5 | Top 10 |
| ----- | ------- | ----- | --------- | ----- | ------ |
| 2008  | 3       | 0     | 0         | 0     | 0      |
| 2009  | 10      | 0     | 0         | 1     | 1      |
| 2011  | 1       | 0     | 0         | 0     | 0      |
| TOTAL | 14      | 0     | 0         | 1     | 1      |